# City Hall: l'ombra de la corrupció
City Hall: l'ombra de la corrupció (títol original en anglès, City Hall) és una pel·lícula estatunidenca dirigida per Harold Becker el 1996. Aquesta pel·lícula ha estat doblada al català.

## Argument
Brooklyn, Nova York, el detectiu Eddie Santos (Nestor Serrano), considerat un "dur" la del seu departament i amb reputació de policia honest, va a una reunió amb el seu informant, Vinnie Zapatti (Angel David), que, a petició seva, ha organitzat una reunió al nord de Brooklyn, a la intersecció de Broadway i Marcy, el seu cosí Tino (Larry Romano) (tots dos nets del capo Paul Zapatti (Anthony Franciosa).

## Rebuda
City Hall va rebre opinions variades dels crítica amb una valoració del 54% a Rotten Tomatoes, basat en 24 ressenyes.

### Box office
La pel·lícula es va estrenar en el lloc número quatre al box office dels Estats Units. Segons la web de Box Office Mojo, el film va aconseguir només als EUA uns 20 milions de dòlars.

## Repartiment
- Al Pacino: Mayor John Pappas
- John Cusack: Kevin Calhoun
- Danny Aiello: Frank Anselmo
- Bridget Fonda: Marybeth Cogan
- Tony Franciosa: Paul Zapatti
- Martin Landau: Judge Walter Stern
- David Paymer: Abe Goodman
- Richard Schiff: Larry Schwartz
- Harry Bugin: Morty el cambrer